# Agnieszka Michalowska-Martínková
Agnieszka Michalowska-Martínková (* 8. září 1957, Varšava) je česká malířka a restaurátorka polského původu.

## Biografie
Agniezska Michalowska se narodila v roce 1957 v polské Varšavě, mezi lety 1976 a 1983 vystudovala v ateliérech Raimunda Ondráčka a Saura Ballardiniho Akademii výtvarných umění v Praze. Po dostudování začala působit jako restaurátorka státních sbírek, žije v Třebíči. Věnuje se také malbě ikon, které se začala věnovat při studijních cestách do Bulharska s profesorem Ondráčkem. Od roku 1985 se účastní výstav jihlavských výtvarníků. Je členkou Unie výtvarných umělců a Sdružení výtvarných umělců Vysočiny.

## Výstavy

### Samostatné
- 1993, Galerie KMB, Moravské Budějovice[2]

### Kolektivní
- 1991, Kostel sv. Martina, Třebíč[2]
- 1992, St. Pölten (Umění Moravy)[2]
- 1994, Galerie KMB, Moravské Budějovice[2]
- 1996, Západomoravské muzeum, Třebíč[2]
- 1997, Oblastní galerie Vysočiny v Jihlavě, Jihlava (Salón 97: Sdružení výtvarných umělců Vysočiny Jihlava)
- 2004, Příbor, (Hommage a Sigmund Freud)
- 2005, Galerie Foyer, Divadlo Husa na provázku, Brno (Hommage a Sigmund Freud)
- 2006, Městské muzeum a galerie, Čáslav (Evokace. Výstava surrealistické skupiny Stir up u příležitosti 70. narozenin A. Budíka)